# Potamophylax borislavi
Potamophylax borislavi är en nattsländeart som beskrevs av Kumanski 1975. Potamophylax borislavi ingår i släktet Potamophylax och familjen husmasknattsländor. Inga underarter finns listade i Catalogue of Life.